# Operatie Mallory Major
Operatie Mallory Major was de codenaam voor een geallieerd luchtoffensief in Noord-Italië.

## Geschiedenis
Op 12 juli 1944 lanceerden de Amerikanen een luchtaanval boven het noorden van Italië. Doelen waren de bruggen over de Po en belangrijke spoorlijnen. Het bombardement werd uitgevoerd door de Amerikaanse 12th US Air Force Group met B-25 Mitchells en B-26 Marauder-bommenwerpers. 